# 1992年以色列議會選舉
1992年以色列議會選舉舉行於1992年6月23日，選出第13屆以色列議會的120名議員，投票率有77.4%。工黨在這次選舉成為以色列議會的最大政黨。

## 外部連結
- Historical overview of the Thirteenth Knesset （页面存档备份，存于） Knesset website
- Election results （页面存档备份，存于） Knesset website